# Parc de Lyötty
Le parc de Lyötty (finnois : Lyötynpuisto) est un parc du fossé situé dans le quartier de Vanhatulli à Oulu en Finlande. 

## Présentation
L'ancien dépôt de la ville a été transformé en parc dans les années 1960. 
En s'écoulant dans le parc de Lyötty, le fossé forme un petit marais. 
En été, le parc est remarquablement fleuri.
L’œuvre Pohjan neito sculptée par Viljo Savikurki en 1967 a parfois été appelée l' Havis Amanda d'Oulu parce qu'autrefois, les étudiants la couvraient d'une casquette  lors de leur fête de Vappu du 1er mai.
La sculpture environnementale "Vesilasi" réalisée par le sculpteur Jaakko Pernu est achevée en mai 2012.
Le parc de Lyötty est situé entre le parc de Vaara et le parc de Karjasilta.

## Photographies

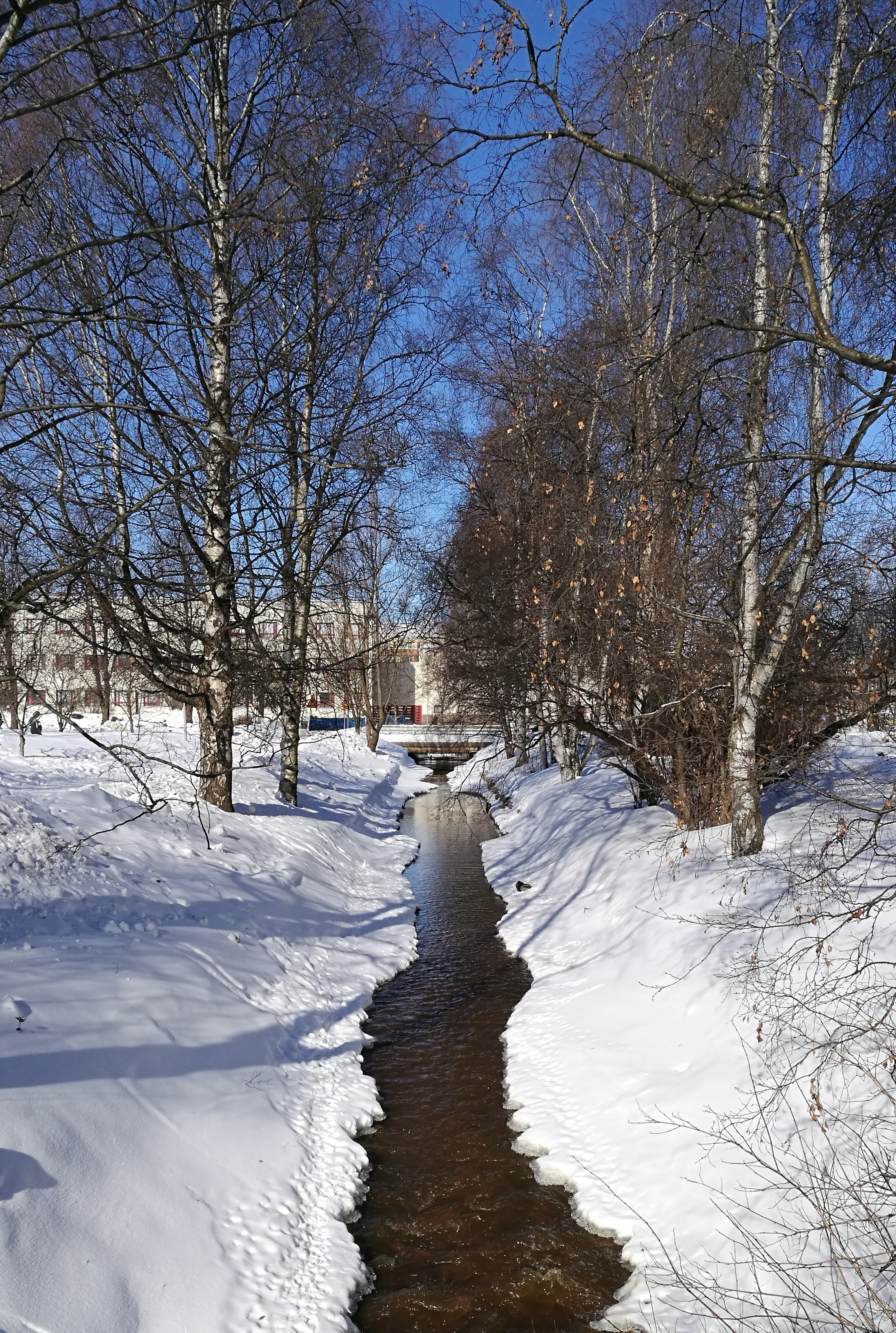
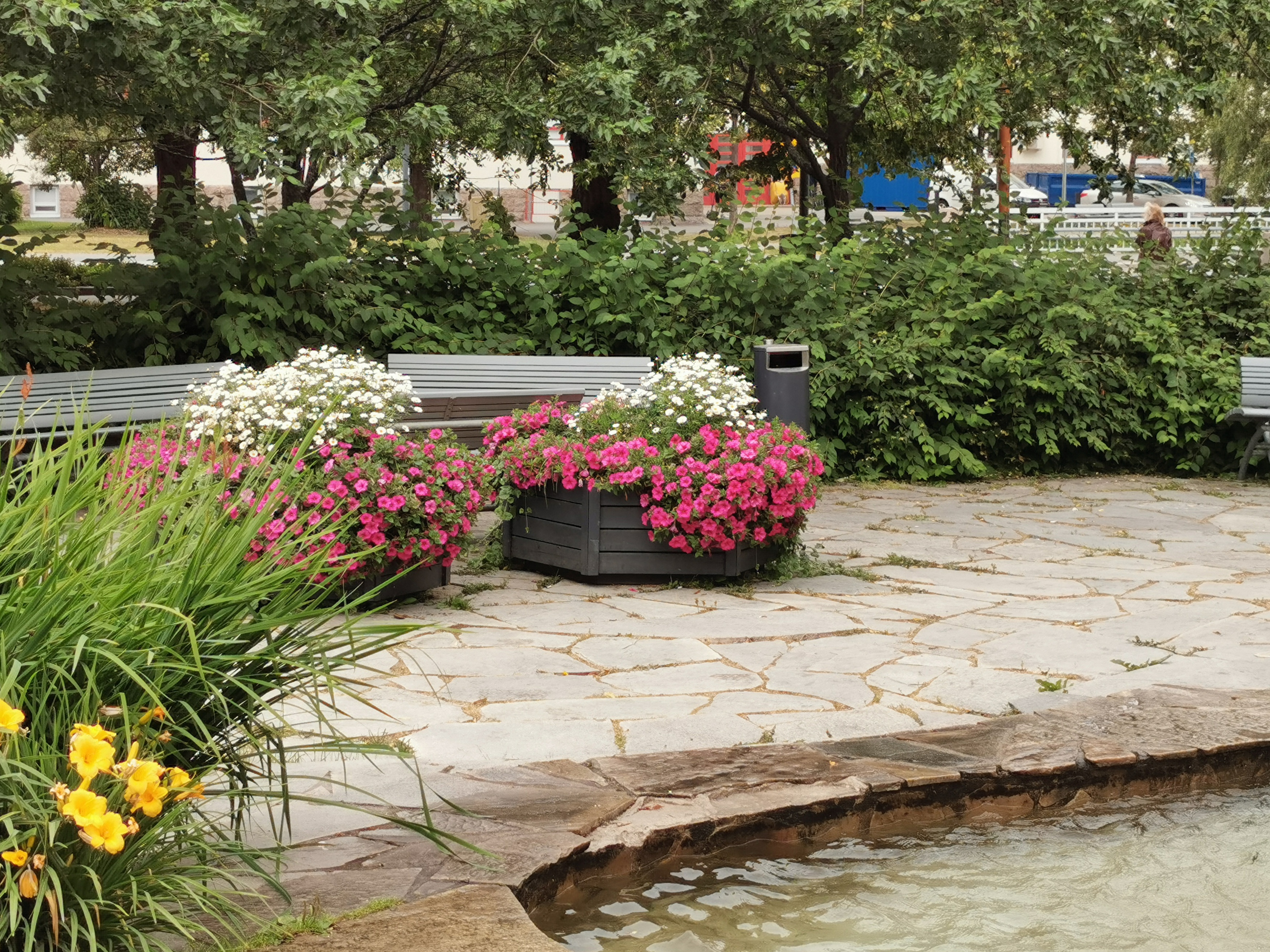
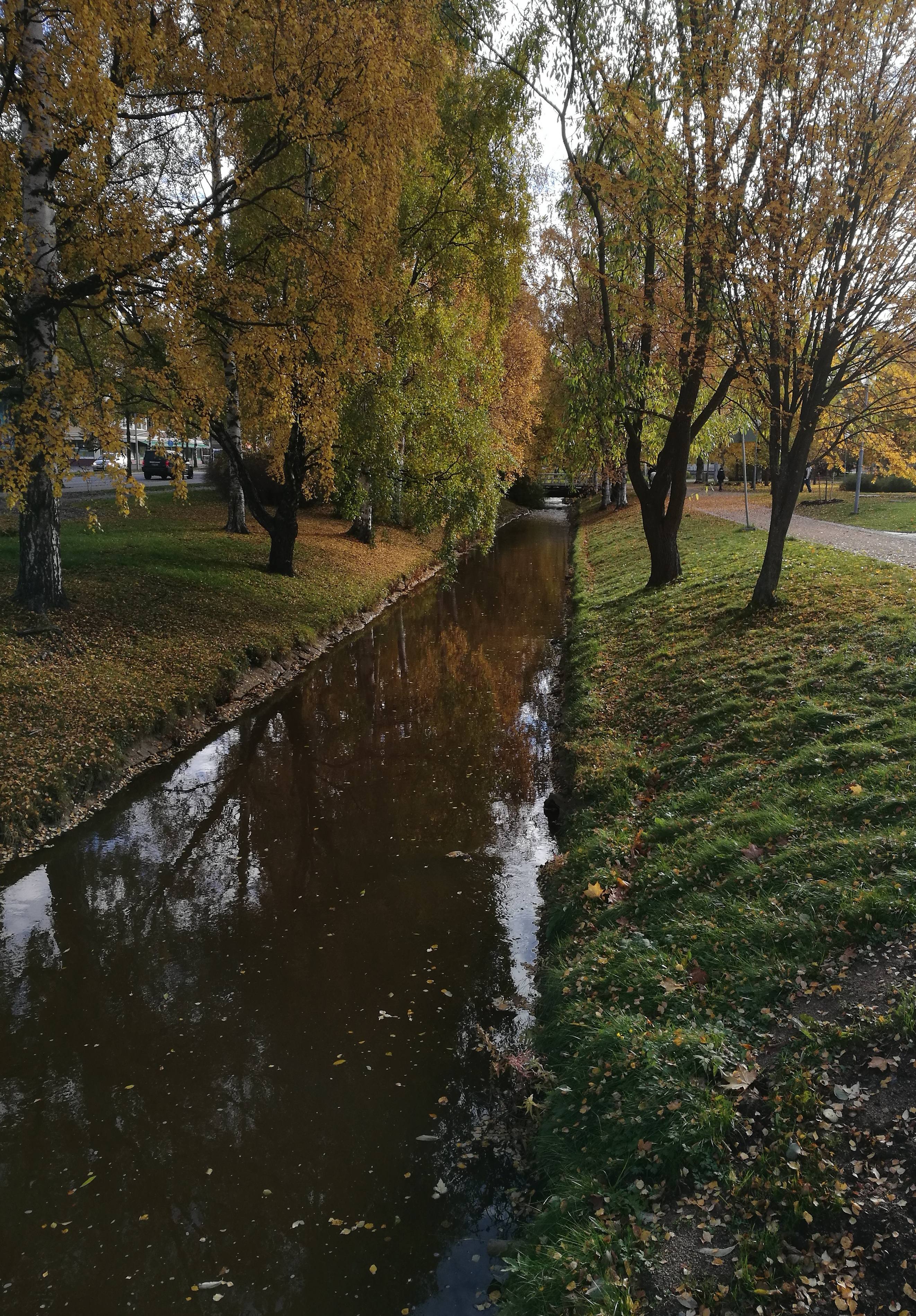
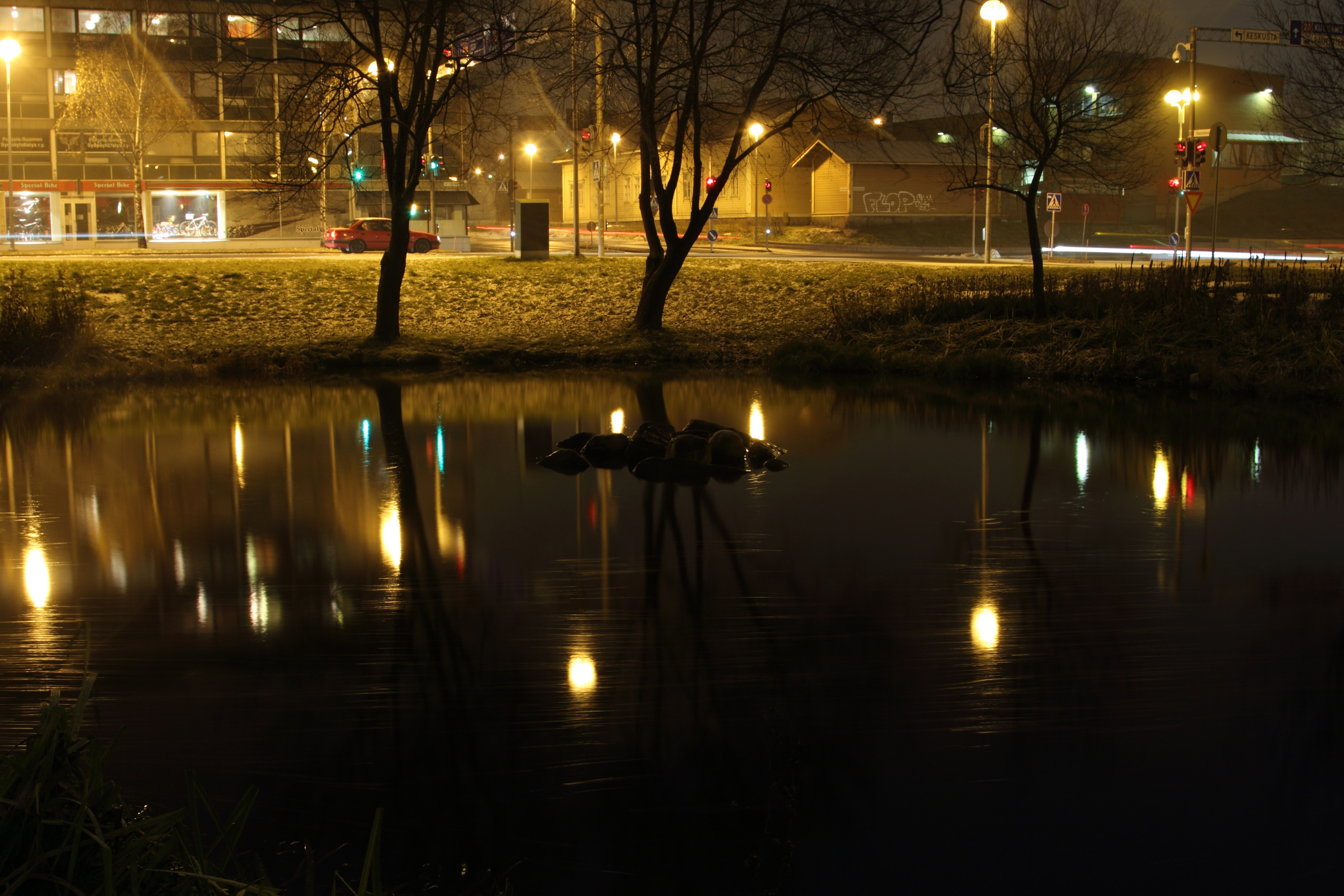